# Cariamiformes
Ordre
Les Cariamiformes ou Cariamae forment un ordre d'oiseaux. Il n'est représenté actuellement que par deux espèces de cariamas, mais comporte également de nombreuses formes fossiles, dont les plus connues sont les phorusrhacidés, de grands oiseaux carnivores inaptes au vol du Cénozoïque sud-américain.

## Systématique
Le groupe fut érigé en 1888 sous le nom Cariamae par l'ornithologue allemand Max Fürbringer, sous la forme d'un sous-ordre des gruiformes, sur des critères morphologiques. Plus tard, les apports de la cladistique et de la génétique ont mis en doute cette parenté : les gruiformes dans leur définition traditionnelle se sont révélés un assemblage polyphylétique de lignées d'origines hétérogènes. Le groupe des cariamas en a été séparé par conséquent et élevé au rang d'ordre distinct renommé Cariamiformes.
Selon une étude phylogénétique générale publiée en 2008, les cariamas formeraient le groupe-frère d'un clade comportant les falconidés, les psittaciformes et les passériformes.

## Liste des familles
- Cariamidae (Amérique du Sud, 2 espèces vivantes)
- †Ameghinornithidae (Europe)
- †Bathornithidae (Amérique du Nord)
- †Idiornithidae (Europe)
- †Phorusrhacidae (Amérique du Sud)
- †Salmilidae (Europe)